# Барановський Павло
Барановський Павло (17.06. 1890, м. Карачев Орловської губернія, тепер Брянської обл., РФ — після 1922 - дата смерті невідома) - український військовий та громадський діяч; підпоручник 158-го пішого Кутаїського полку (м. Бобруйськ, 1913), завідувач команди військовополонених (м. Кудома Орловської губернії, 1915), представник Армії Південно-Західного фронту в комісії при штабі КВО із закупівлі возів і збруї, офіцер управління завідувача “пересуванням військ Київського району” (поч. 1917), помічник коменданта Шепетівської залізничної дільниці (поч. 1917), помічник коменданта Жмеринської залізничної дільниці (05.1917), помічник коменданта Коростенської залізничної дільниці (літо 1917), комендант вокзалу Полтава-Київська Української Держави (1918), офіцер господарських частин Добровольчої армії (1919 — 1920), викладач географії перших класів Донського кадетського корпусу (Єгипет, 1920); звання — підпоручник російської армії (1913).

## Біографія
Барановський Павло народився в сім’ї повіт, військового начальника (батько родом з Одеси, а рід його з Херсонської губернії дівоче прізвище матері — Баран-Ходоровська, народилася в Чернігівській губернії). Від 5 років мешкав в м. Носівці на Чернігівщині, потім у м. Ніжині та м. Новозибкові. Закінчив Новозибківську реальну школу (1902) та Віленську військову школу (6.08.1913, з рангом підпоручника). Учасник Першої світової війни з перших днів. Наприкінці 1914 р. важко контужений. У серпні 1915 р. одружився з Юліаною Олександрівною Ришковою, випускницею жіночої гімназії. У травні 1916 року у подружжя народилася дочка Алла.

В “Описі життя” Барановський Павло зазначав: 
“Коли почалася українізація військ, наш участок, у складі Київського Району пересування військ, перейшов у распорядження Української влади. Під час большевицького вибуху до нас був надісланий курінь Богданівського полку, котрий ліквідував комітет, склавшийся з жовнірів місцевого евакуаційного пункту, а також розташованого у Коростеню Запасового полку. Сей останній був обезброїний курінем й розігнаний. Але з приводу подій у Київі богданівці мусіли нас покинути. Й коли Київ остаточно був зайнятий большевиками, ми опинилися оточені їми з усіх боків. Але завдяки деяким заходам, вжитим Комендантом участку, усі три Коростенські двірця з ближчими до них станціями по усіх п’яти напрямках, лишилися вільними од большевиків до самого того часу, як до нас прийшов Уряд з військом. Весь час через Жмеринку (зайняту Чеським полком) й Бердичів (зайнятий нашим військом) ми підтримовали зв’язок з нашою Командою”. У добу Української Держави впродовж семестру навчався на правничому ф-ті Полтавської філії Харківського університету. Перехворів на плямистий і черевний тиф. 1919 року як ад’ютант “Генерального штабу Отамана Георгія Левицького, Військового Представника у Берліні” побував у Проскурові (тепер м. Хмельницький. — Ред.), Кам’янці Подільському, Гусятині, Снятині, Чернівцях, Бухаресті, Галаці та Тульчі. З Румунії на кораблі “Євфрат” вирушив до Новоросійська, а звідти — до Катеринодара. Був призваний у Добровольчу армію і висланий у полк, що дислокувався у Ставрополі, а потім у Грозному. Покинувши полк, виїхав у Київ, а потім з дружиною — на Катеринославщину. “Звідти я мусив їхати до полку, котрий у сей час займав Грузинський кордон, — згадував він в “Описі життя”. — Як я приїхав до полку, одразу зелені розпочали наступ, й ми відступили у Туапсе. По дорозі я був ранений, й з приводу цього мене евакували у Новоросійськ, а звідти на о. Кіпр. На Кіпрі я побачив декілько хлопчат, за котрими ніхто не додивлявся й котри лише псувалися поміж доріслих. Зі згоди англійської Команди я виділив їх у окремому таборі під назвою кадетської групи. Всіх хлопців я примістив до біженської гімназії. Але за браком коштів ця школа не відповідала належним вимогам. Почувши за те, що у Єгипті існує донський Кад. Корп., котрий функціонує як нормальна середня школа, я почався клопотатися за прийняття до корпусу моїх хлопців. У вересню чи жовтню 1920 року я одержав наказ їхати у Єгіпет зі своїми хлопцями, а також з тими, котри мають на Кіпрі родитілів й забажають їхати. У Єгипті я з початку був призначений виховником у першу клясу, а потім був ад’ютантом і викладав географію у 1-ї і 2-ї клясі. Також весь час допомагав у господарської праці англійському Суперінтендантові. У Ізмаїлії я зв’язався з Українським Гуртком, котрий влаштовався у Сіді-Ґзішеру в біженському таборі. Інформувавшися, у якому стані справа Гуртка, я вступив до нього. Отримавши од Гуртка літературу, пристосовану до дітячого й юнацького зрісту я вжив деяки заходи до того, щоб згуртувати кадет українців й розпочати їх національне виховання. Завдяки широкому світогляду Діректора офіційних перешкод до цього я не мав, але ворожий настрій більшости виховників й учителів, а також й кадет не українців міцно спиняв й заважував мою справу, шкідливо впливаючи на кадет українців. У Ізмаїлії ж я зв’язався з Українським Універсітетом у Празі, до котрого мене і прийняли на стіпендію. Завдяки клопотам Діректора до цього ж Університету були прийняти декотри з скінчивших кадет. Але ніяк не вдавалося отримати дозвіл на приїзд до Праги. Коли нас і усіх других біженців перевезли до Болгарії, я клопотався у представників Лігі Нації д. Чайльса і д. Коленса о тим, щоб усіх у к р а їн ців осередити у одному місті з метою зорганизувати окрему українську кольонію. Д. Чайльс мені се пообіцяв, але, під впливом росіян, цього не виконав. У Болгарії працю національного виховання кадетів продовжувати я не міг за тим, що Корпус розформували й кадетів розпорушили по ріжних країнах, примістивши до середніх шкіл. У Варні я весь час підтримував зв’язок з Послом УНР й Укр. Громадою у Софії (зв’язок з ними припинився трохи більше року. Гадаю, що вони припинили своє істнування. Бо на усі надіслані до них листи, у більшости доручени, я не отримав жадної відповіді). У Варні було 3 — 4 українці, бувши єгипетські Гуртяне, й декілько побічних Коли статут Громади був затвержений болгарською владою, ми хотіли утворити філію Гром. у Варні. Але ці побічни, котрих ми, єгиптяне, умовили до вступу у Громаду, налякані переслідуваннями збігців відомим Чайкіним, відступилися од цього. Й, таким чином, наша справа немала ніяких наслідків. Усі українці, бувши єгипті гуртяне, включаючи мене, роз’їхалися з Варни. У Варні зараз є декілько українців, але не дуже свідомих і переконаних. У Варні я весь час працював на важкої фізичної роботі, котра оплачується дуже кепсько”. Подав заяву до УГА в Подєбрадах, але не був прийнятий."
Подальша доля невідома.